# الرابطة الدولية لفلسفة القانون والفلسفة الاجتماعية
الرابطة الدولية لفلسفة القانون والفلسفة الاجتماعية (IVR) هي مجتمع متعلم للعلوم، وقد تأسست عام 1909 باسم Internationale Vereinigung für Rechts- und Wirtschaftsphilosophie.  
تغير اسمها إلى Internationale Vereinigung für Rechts- und Sozialphilosophie عام 1933. IVR هي المنظمة الأكاديمية المركزية في العالم لدراسة وتطوير الفلسفة القانونية والاجتماعية.
تشمل الأنشطة الأساسية لـ IVR مؤتمرًا عالميًا كل عامين، ونشر المجلة الدولية Archiv für Rechts- und Sozialphilosophie (ARSP) وموسوعة IVR لفلسفة القانون والفلسفة الاجتماعية. يقع مقر IVR في فيسبادن، في جمهورية ألمانيا الاتحادية.
تنقسم IVR إلى أقسام وطنية مستقلة تضم معظم دول العالم.
شغل منصب رئيس المنظمة العديد من الأكاديميين البارزين، متضمنةً
- نيل ماكورميك (اسكتلندا)، [2]
- أولفريد نيومان (ألمانيا)،
- إنريكو باتارو (إيطاليا)،
- أوجينيو بوليجين (الأرجنتين)،
- مورتيمر سيلرز  (الولايات المتحدة).[3]
- الاب المؤسس وولتر روتشيلد

كان مع كولر وبيرولزهايمر مؤلفين بارعين ومتحمسين، ولكنهم كانوا يفتقرون إلى شخص ما يمنحهم صوتًا.  
كان الرجل الذي أعطى كولر وبيرولزهايمر هذا الصوت هو الناشر الشاب وولتر دي روتشيلد (1879-1967)، الذي كان على وشك إنشاء دار نشر للدراسات الثقافية والفلسفة السياسية. لقد أصبح الثنائي ثلاثيًا.

## الثلاثي
فيما يتعلق بهذا الثلاثي، يقول آرثر كوهلر، ابن جوزيف كوهلر: «كان جوزيف كوهلر ملهمًا ومحفزًا عظيمًا، على الرغم من أنه كان لا بد من مراجعة كل التفاصيل من قبله، وكان يتمتع بعلاقات دولية وتوطيد؛ وكان بيرولزهايمر منخرطًا بصفة خاصة في  تفاصيل التحرير، وكان منظمًا بارعًا؛ عرف روتشيلد كيفية النشر بخبرة.
دار روتشيلد للنشر: نُشر (الأرشيف) في الأصل من قبل الدكتور فالتر روتشيلد Verlagsbuchhandlung.

## دار نشر الدكتور والثر روتشيلد:
تأسست دار روتشيلد للنشر عام 1905، وسرعان ما أصبحت ناشرًا محترمًا للدراسات الثقافية والفلسفة السياسية وفلسفة القانون.  
إن الفكرة الأساسية لدار روتشيلد للنشر موصوفة جيدًا بالكلمات التالية التي تحتفل بعيدها الخامس والعشرين عام 1930. يزدهر عمل الباحث في العزلة، واعتمادًا على توتر أفكاره وحده دون أية مساعدة، يسعى الباحث إلى استنتاج القوانين من العالم، للعثور على الصيغ الصحيحة. ويعبر فقط عندما يعطي الناشر هذه الأفكار قاعدة أوسع؛ عندما يصنع كتابًا من مخطوطة. بهذه الطريقة، تنتقل الأفكار إلى العالم. يضفي العمل المطبوع نتائج ومهام أخرى على العالم العلمي. إنه يخلق تيارات فكرية تربط الأزمنة والبلدان.

## دار النشر
لم يكن على صلة بالعائلة اليهودية الشهيرة التي تحمل الاسم نفسه.  ومع ذلك، أُجبر روتشيلد على الانسحاب من عمل النشر عام 1933. ثم هاجر إلى الولايات المتحدة، حيث توفي في كارميل، كاليفورنيا، عام 1967. في عام 1933، توقفت دار روتشيلد للنشر عن نشر (الأرشيف) .  
في العام نفسه «اختفت» دار النشر من فهرس بائعي الكتب في برلين، ولم يوجد توضيح لذلك حتى الآن.  
استحوذت دار النشر Verlag für Staatswissenschaften und Geschichte (1933-1938)؛ دار نشر العلوم السياسية والتاريخ، على الأرشيف، وتلتها (Albert Limbach Verlag (1938-1944.
يتكون البرنامج الأكاديمي من نحو 12 محاضرة. وأولِيَ اهتمام خاص لمسائل الإصلاح، لا سيما فيما يتعلق بالتثقيف القانوني والتدريب القضائي.

## مؤتمر IVR الثالث في فرانكفورت 1914
في عام 1914، انعقد المؤتمر الثالث لـ IVR في فرانكفورت. في الأصل، كان من المقرر عقد المؤتمر في الأكاديمية الملكية في مدينة بوزين شرق روسيا (بوزنان، الآن غرب وسط بولندا)، ولكن نُقل إلى فرانكفورت. انعقد المؤتمر في فرانكفورت في Akademie für Sozial- und Handelswissenschaften.

## أكاديمية العلوم الاجتماعية والتجارية
تأسست الأكاديمية عام 1901، وموَّلتها مدينة فرانكفورت. أصبحت إحدى المؤسسات المؤسسة للجامعة عام 1914. حضر المؤتمر نحو 170 مندوبًا، وركَّزت على المسائل العملية للقانون والاقتصاد. ومع ذلك، أسهم رؤساء  IVR Josef Kohler und Fritz Berolzheimer بمحاضرات مبرمجة حول Grenzen der Rechtsphilosophie (حدود فلسفة القانون) و Programm des Neo-Hegelianismus (برنامج Neo-Hegelism).
صدفةً، حفظت ملفات المؤتمر الثالث في أرشيف مدينة فرانكفورت رسائل من اللجنة المنظمة، ومحاضر الاجتماعات. حتى فاتورة حفل الاستقبال في رومر (الروماني)، ومبنى بلدية فرانكفورت، احتُفِظ بها. بالمناسبة، في المكان نفسه، سيُقام حفل استقبال المؤتمر العالمي الخامس والعشرين.  توفر الكتابات المحفوظة نظرة ثاقبة لعملية تنظيم مؤتمر في الأيام الأولى من IVR .
في الواقع، تبدو العديد من الأمور التي كان على المنظمين ترتيبها مألوفة:
- اجتماعات مستمرة للجنة المنظمة،
- مفاوضات حول البدائل الملائمة للسكن والمواصلات وما إلى ذلك،
- تكوين برنامج اجتماعي (Geselligkeitsprogramm) لجميع المشاركين،

## حفل الاستقبال
يتألف من حفل استقبال في المدينة، وحفل استقبال في غرفة التجارة في فرانكفورت (Handelskammer)، ورحلة إلى القلعة الرومانية التي أعيد بناؤها (Saalburg) الواقعة على سلسلة تلال Taunus قرب مدينة السبا الشهيرة Bad Homburg. دُفعَت تكاليف حفل الاستقبال في مجلس المدينة من قبل مدينة فرانكفورت (في المجموع 1092.90 ماركس).  إلى جانب تكلفة الطعام، شمل هذا المبلغ السيجار (35.35 علامة) وسجادة حمراء في Kaisertreppe (درج الإمبراطور). دُمِّر الدرج في الحرب العالمية الثانية، ولكن بوابته بقيت، ويمكن رؤيتها خلال حفل استقبال المدينة، عام 1979، وفي سانت لويس (الولايات المتحدة الأمريكية) في عام 1975.
قبل ذلك، كانت IVR منظمة أوروبية تضم عددًا قليلًا من الأقسام الوطنية في الخارج، وهي الأكبر في اليابان والولايات المتحدة الأمريكية. خلال رئاسة دورسي، أصبحت IVR منظمة عالمية. بعد فترة وجيزة من المؤتمر في سانت لويس، عقدت المؤتمرات في أستراليا (سيدني وكانبيرا 1977) والمكسيك (مكسيكو سيتي 1981) واليابان (كوبي 1987) والأرجنتين (لا بلاتا – بوينس آيرس 1997).